# مار دریایی
مارهای دریایی یا مارهای صخره‌ای مرجانی، مارهایی هستند که در بیشتر یا همهٔ عمر خود در محیط‌های دریایی زندگی می‌کنند. آنها به دو زیرخانوادهٔ دریاماران و مارهای براق دریایی وابستگی دارند. Hydrophiinae همچنین شامل مارهای خشکی استرالیایی است، در حالی که Laticaudinae تنها شامل مارهای دریایی (Laticauda) است که سه گونه از آنها به‌طور انحصاری در آب‌های شیرین یافت می‌شوند. اگر این سه گونه آب شیرین حذف شوند، ۶۹ گونه مار دریایی وجود دارد که بین هفت سرده تقسیم شده‌اند.
بیشتر مارهای دریایی مارهای زهرآگین هستند، به جز سردهٔ Emydocephalus که تقریباً به‌طور انحصاری از تخم ماهی تغذیه می‌کند. مارهای دریایی به‌طور گسترده‌ای با زندگی کاملاً آبزی سازگار شده‌اند و توانایی جابجایی در خشکی را ندارند، به جز کریت‌های دریایی که حرکت خشکی محدودی دارند. آنها در آب‌های گرم ساحلی از اقیانوس هند تا اقیانوس آرام یافت می‌شوند و با مارهای خشکی سمی در استرالیا ارتباط نزدیکی دارند.
تاکنون ۱۰ گونه از مارهای دریایی سمی در دریای پارس و دریای عمان شناسایی و گزارش شده است

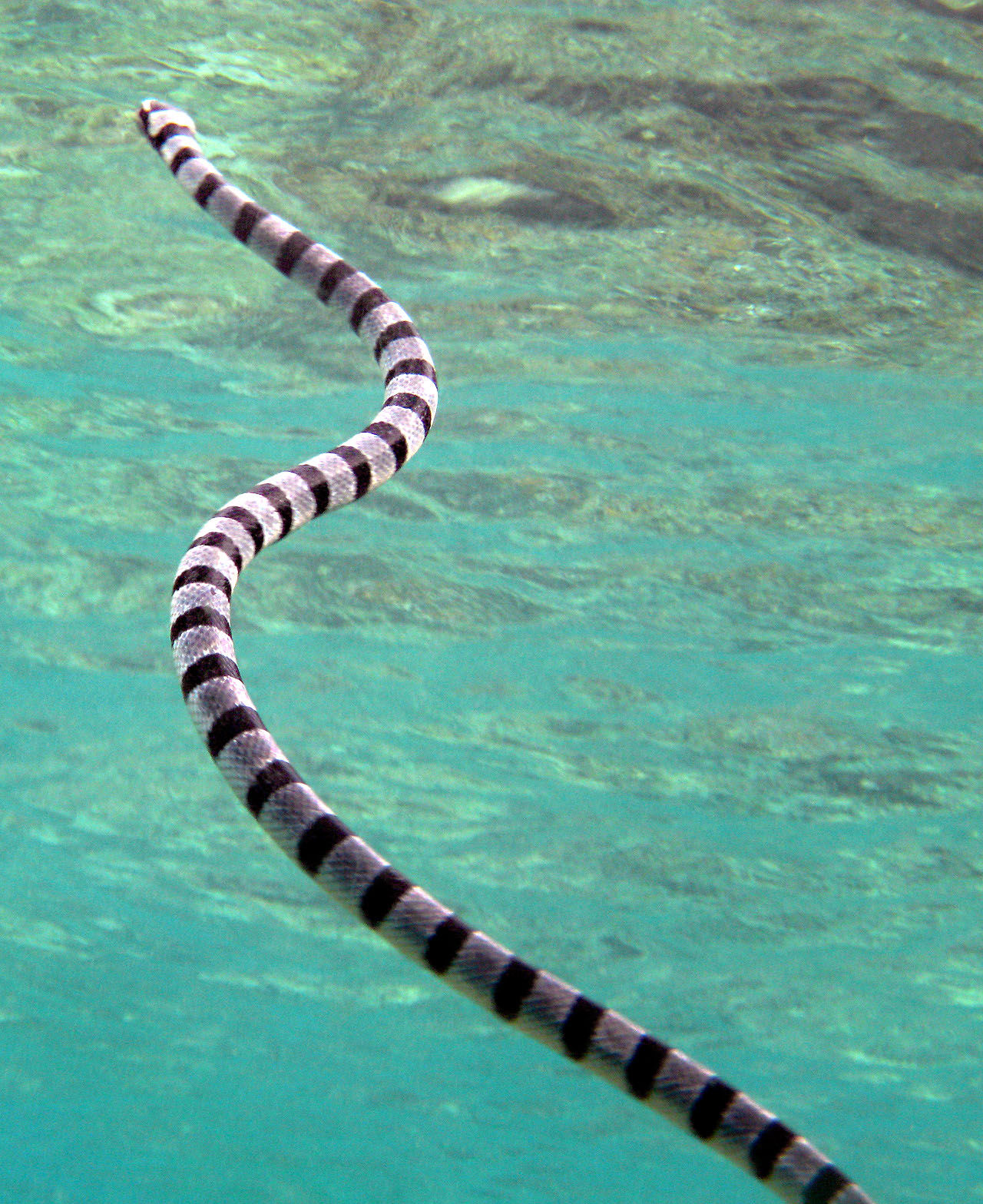
کریت دریایی لب‌زرد، Laticauda colubrina

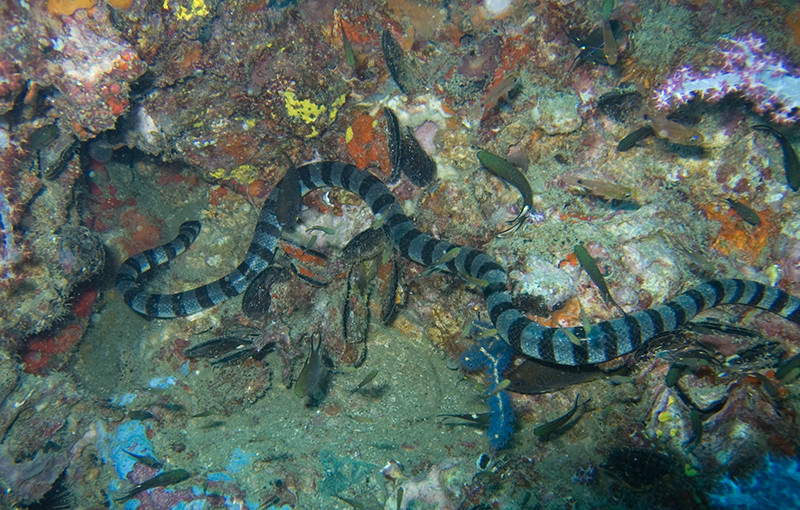
کریت دریایی لب‌آبی، Laticauda laticaudata

## پراکندگی و زیستگاه
مارهای دریایی عمدتاً محدود به آب‌های گرمسیری اقیانوس هند و غرب اقیانوس آرام هستند، و تعداد کمی از گونه‌های آن در اقیانوسیه یافت می‌شوند. محدوده جغرافیایی یک گونه، Pelamis platurus، گسترده‌تر از هر گونه خزنده دیگر است، به جز چند گونه از لاک‌پشت‌های دریایی. از سواحل شرقی آفریقا، از جیبوتی در شمال تا کیپ تاون در جنوب، در سراسر اقیانوس هند، اقیانوس آرام، از جنوب تا ساحل شمالی نیوزیلند، امتداد دارد. همه اینها به سواحل غربی قاره آمریکا، جایی که از شمال پرو در جنوب (از جمله جزایر گالاپاگوس) تا خلیج کالیفرنیا در شمال یافت می‌شود. نمونه‌های جداافتاده تا شمال سن دیگو و اوکسنارد در ایالات متحده یافت شده‌است.
مطالعات داده‌های مولکولی نشان می‌دهد که هر سه سردهٔ نیمه‌آبزی تک‌نماد (Ephalophis , Parahydrophis و Hydrelaps) دودمان‌های واگرای اولیه هستند.